# عثمان العصيمي
عثمان العصيمي، (1941 - 2019) لاعب كرة قدم كويتي سابق. و قد كان يلعب في نادي القادسية الكويتي، و منتخب الكويت لكرة القدم، وقد كان هدافا لبطولة كأس الأمير 1964/1965 برصيد 4 أهداف، كما لعب أيضا للمنتخب العسكري الكويتي، وكان عضو مجلس إدارة نادي القادسية الكويتي في وقت سابق، ويعد من أبرز لاعبي جيل الخمسينيات والستينيات في الكويت والخليج العربي، كما ساهم في بروز بعض اللاعبين، لاسيما نجم نادي القادسية الكويتي ومنتخب الكويت لكرة القدم جاسم يعقوب، وذلك بعد أن رشّحه للمدرب الإنكليزي رون لوين، ليشارك بدلا عنه أمام نادي الشهداء في 2 أكتوبر 1970، حيث نجح وقتها جاسم يعقوب في تسجيل 4 أهداف.

## وفاته
تُوفيَّ في (31 أكتوبر 2019) عن عمر ناهز 78 عامًا اثناء وجوده في القاهرة.